# Pulečný
Pulečný (en allemand : Puletschei) est une commune du district de Jablonec nad Nisou, dans la région de Liberec, en République tchèque. Sa population s'élevait à 460 habitants en 2021.

## Géographie
Pulečný se trouve à 6 km au sud de Jablonec nad Nisou, à 13 km au sud-est de Liberec et à 85 km au nord-est de Prague.

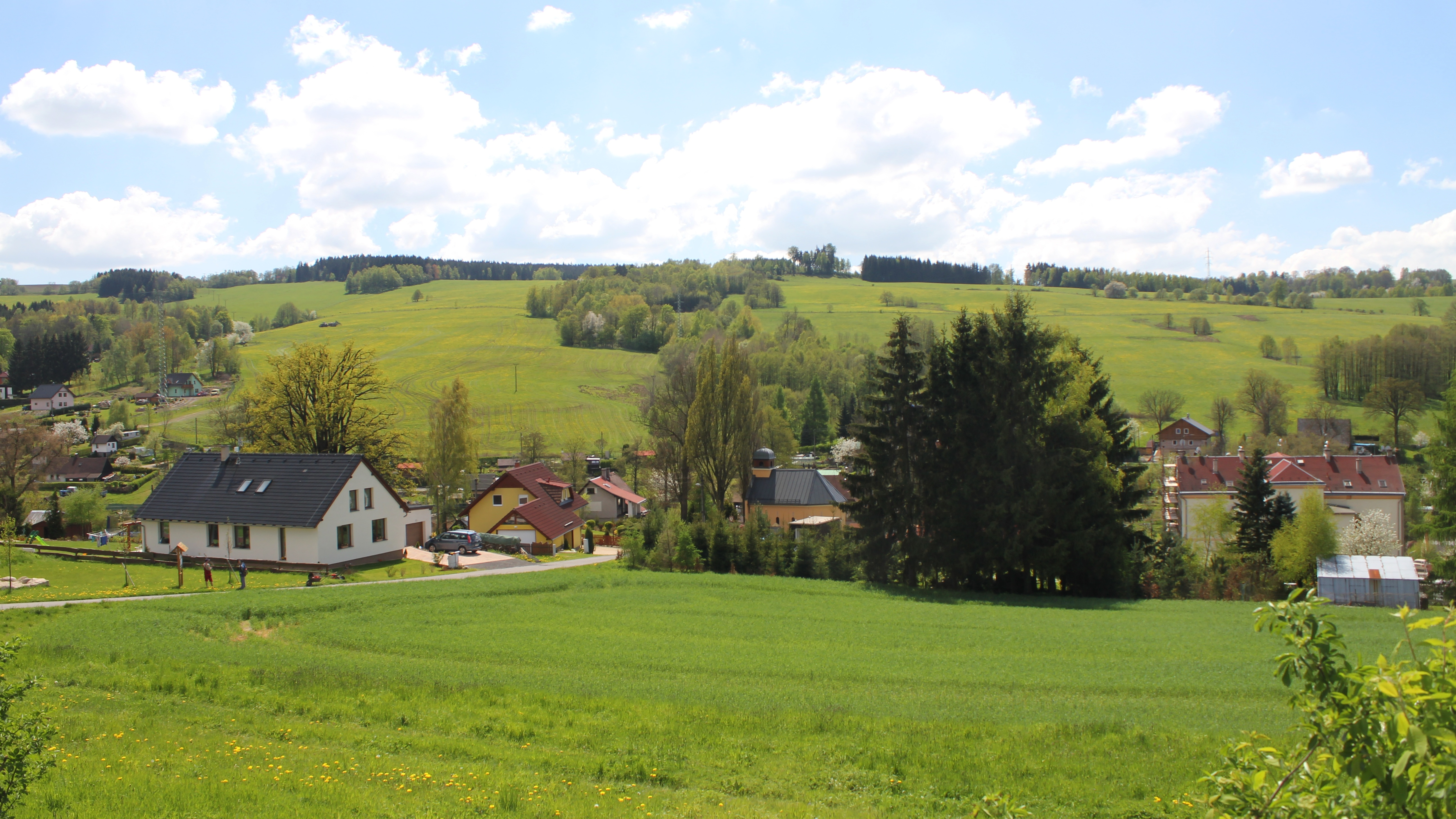
Panorama de Pulečný.

La commune est limitée par Jablonec nad Nisou au nord, par Dalešice et Skuhrov à l'est, par Frýdštejn au sud et par Rychnov u Jablonce nad Nisou à l'ouest.

## Histoire
La première mention écrite du village date de 1543.

## Administration
La commune se compose de trois sections :
- Klíčnov
- Kopanina
- Pulečný

## Transports
Par la route, Pulečný se trouve à 9 km de Jablonec nad Nisou, à 17 km de Liberec et à 105 km de Prague.